# Sture Dahlström
Bengt Sture Verner Dahlström, född 28 december 1922 i Huskvarna, död 5 maj 2001 i Lövestad, var en svensk författare och jazzmusiker. Under sin tid i hemstaden var han känd som "Stulle". 
Dahlström har, främst tack vare sina vildsinta romaner Änglar blåser hårt och Den galopperande svensken, kommit att betraktas som Sveriges främste Beatförfattare. Hans tre första böcker handlar om konsten att komma loss, att ge sej iväg, lämna hän. Han hade en litterär förebild hos Kerouacs lifta iväg-budskap från På drift och bejakar beatlitteraturens raka och snabba ocensurerade skrivsätt, även om han blev mer idyllisk och kanske även sentimentalare i sina romaner än de amerikanska beatförfattarna var, som brukar ha en hårdare polerad yta i sina texter.

## Biografi
Fadern var symaskinsarbetare i Huskvarna, modern spelade gitarr i Frälsningsarmén och lärde sonen de första ackorden: D-A7-G. Han slutade folkskolan 1935 och började spela gitarr i en jazzorkester, blev frisörlärling, elektrikerlärling, springschas, hamnade 1939 på Husqvarna vapenfabrik som fräsare och slipare, spelade gitarr och kontrabas i dixielandbandet Clambake Seven och skrev jazzartiklar i Orkesterjournalen och Estrad, vann med Arne Sieverts Kvintett tävlingen om Sveriges bästa amatörband 1943, fick även solistpriset som gitarrist, allt vid sidan om arbetet som slipare. 1948 gifte han sig med konstnären Anna-Stina Ehrenfeldt. Första boken Änglar blåser hårt utkom 1961. Han blev utgiven på flera förlag genom åren. 
Sture Dahlström var gift med Anna-Stina Ehrenfeldt och familjen bodde under en rad år i Ystad. Här ägde och drev han Ystads Musikhandel som sålde musikinstrument, skivor och arrangerade kurser i bland annat dragspel. Under tiden i Ystad spelades filmen "De förstenade basfiolerna" in där Dahlström spelade en av huvudrollerna. Han gjorde även röstpålägg till filmen som handlar om hur ett stort antal basfioler plötsligt flyter iland och hur de invaderar Ystad med sitt surrande läte. En film helt i Dahlströms surrealistiska anda.
Den amerikanske filmregissören Sam Peckinpah köpte filmrättigheterna till några av Dahlströms böcker men på grund av Peckinpahs alkohol- och drogmissbruk rann detta projekt ut i sanden.
Björn Runge gjorde under 1990-talet en långfilm om Sture Dahlström med titeln Vulkanmannen, som hade premiär 1997 vid Göteborgs filmfestival.
I september 1999 bildades Sture Dahlströmsällskapet. Artisten Håkan Hellström nämner Dahlström i en av sina sånger, "Så länge du är med mig". Författaren och litteraturvetaren Mats Keyet har skrivit två böcker om Sture Dahlström, Sture Dahlström – En biografi  och Sture Dahlströms Vulkanarkiv.
Inför författarens 100-årsdag den 28:e december 2022, planerades en återutgåva av Cuckoo’s Progress, den engelskspråkiga förlagan till romanen Gökmannen. Men under arbetes gång hittades ett manuskript där Sture Dahlström själv hade rättat till och omarbetat Olympia Press kaotiska originalutgåva från 1971 och därför gavs istället det nyfunna, tidigare outgivna rättade manuskriptet ut i november 2022 av Pickelhaupt Media, ett förlag som drevs ideellt av en grupp Sture Dahlström-entusiaster. 
I början av 2023 efter tips av författaren Mats Keyet, upptäcktes ytterligare ett bortglömt roman-manuskript i de Dahlströmska arkiven. Romanen The Dustdiver som var tänkt för utgivning i USA som uppföljare till Cuckoo’s Progress, men som gavs aldrig ut eftersom författaren inte kunde acceptera de amerikanska förlagens krav på omarbetningar. The Dustdiver skrevs istället om på svenska och blev Den galopperande svensken, Sture Dahlströms kanske bästa och mest uppskattade roman. The Dustdiver gavs ut 2024 i inbunden utgåva med omslagsillustration av hans hustru och samarbetspartner  Anna-Stina Ehrenfeldt och blev den sista romanen att ges ut, nästan på dagen 23 år efter författarens bortgång. 

## Priser och utmärkelser
- 1987 – Frank Heller-priset[3]